# Kirchspielslandgemeinde Tellingstedt (bis 1934)
Die Kirchspielslandgemeinde Tellingstedt war eine Gemeinde im Kreis Norderdithmarschen (vom 1. Oktober 1932 bis zum 30. September 1933 Kreis Dithmarschen).

## Geographie

### Fläche und Einwohnerzahl
Die Kirchspielslandgemeinde hatte am 16. Juni 1925 insgesamt 6426 Einwohner an 50 Wohnplätzen. Am 1. Oktober 1930 betrug ihre Fläche 141,92 km2.

### Nachbargemeinden
Nachbargemeinden waren im Uhrzeigersinn im Norden beginnend die Kirchspielslandgemeinde Delve (im Kreis Norderdithmarschen), die Gemeinden Bargen und Tielen (beide im Kreis Schleswig), die Gemeinden Hohn, Friedrichsgraben, Bargstall, Hamdorf und Prinzenmoor (alle im Kreis Rendsburg, vorher Kreis Eckernförde) sowie die Kirchspielslandgemeinden Albersdorf und Nordhastedt (beide im Kreis Süderdithmarschen), die Gemeinde Süderholm-Bennewohld und die Kirchspielslandgemeinde Hennstedt (beide im Kreis Norderdithmarschen).

## Geschichte
Mit der Verordnung vom 22. September 1867 wurden in der preußischen Provinz Schleswig-Holstein die selbständigen Landgemeinden eingeführt. Anders als im übrigen Provinzgebiet gab es im Westen Schleswig-Holsteins, nämlich in Dithmarschen und im Kreis Husum, eine besondere Form der kommunalen Verwaltung. Diese wurde unangetastet übernommen. So wurden aus den Gebieten der Kirchspiele, in denen bereits weltliche Strukturen vorhanden waren, politische Gemeinden, die Kirchspielslandgemeinden.
Bei der Reichstagswahl März 1933 stimmten im Kirchspiel Tellingstedt 84,9 % für die NSDAP, 8,2 % für die DNVP, 5,8 % für die SPD und 0,9 % für die KPD bei einer Wahlbeteiligung von 93,0 %.
Die in den Kirchspielslandgemeinden als "Untereinheit" vorhandenen Dorfschaften und Dorfgemeinden wurden am 1. April 1934 zu selbständigen Gemeinden/Landgemeinden. An diesem Tag wurde ebenfalls die Kirchspielslandgemeinde Tellingstedt aufgelöst. Es wurden an ihrer Stelle die Gemeinden Dellstedt, Dörpling, Gaushorn, Glüsing, Hövede, Lendern, Lüdersbüttel, Oesterborstel, Pahlen, Rederstall, Schalkholz, Schelrade, Tellingstedt, Tielenhemme, Wallen, Wellerhop, Welmbüttel, Westerborstel und Wrohm neu gebildet.